# Kalna (Polônia)
Kalna [ˈkalna] é uma aldeia no distrito administrativo da Comuna de Buczkowice, no Condado de Bielsko-Biała, na Voivodia da Silésia, no sul da Polônia. Fica a aproximadamente 4 quilômetros (2 mi) a sudeste de Buczkowice, 15 quilômetros (9 mi) ao sul de Bielsko-Biała, e 61 quilômetros (38 mi) ao sul da capital regional Katowice.
A aldeia tem uma população de 775 habitantes.